# 동아시아 연구형 대학 협회
동아시아 연구형 대학 협회(Association of East Asian Research Universities, AEARU)는 대한민국, 일본, 중화인민공화국, 중화민국, 홍콩 등 동아시아 지역의 연구중심대학이 모여 만든 협회이다. 1996년 창립되어, 19개 대학이 가입되어 있다.

## 회원 대학

### 대한민국
- 서울대학교
- 포항공과대학교
- 한국과학기술원
- 연세대학교

### 일본
- 교토대학
- 도쿄공업대학
- 도쿄대학
- 도호쿠대학
- 쓰쿠바대학
- 오사카대학

### 중화인민공화국
- 난징대학
- 베이징대학
- 중국과학기술대학
- 칭화대학
- 푸단대학

### 중화민국
- 국립칭화대학
- 국립타이완대학
- 국립양밍자오퉁대학

### 홍콩
- 홍콩과기대학

## 같이 보기
- 유럽 연구 대학 연맹